# Bazzano
Bazzano este o comună în Provincia Bologna, Italia. În 2011 avea o populație de 6729 de locuitori.

## Demografie
Format:Demografia/Bazzano